# Oulad Frej
Oulad Frej (arabiska: اولاد فرج) är en ort i Marocko, som i folkräkningen räknas som stad i landskommunen med samma namn. Den ligger i provinsen El Jadida och regionen Casablanca-Settat, 170 km sydväst om huvudstaden Rabat. Antalet invånare var 13 272 vid folkräkningen 2014.